# Hubert Erang
Hubert Erang (* 4. März 1931 in Esch an der Alzette; † 4. Juli 2022 in Bettemburg) war ein luxemburgischer Kunstturner.

## Biografie
Hubert Erang begann seine Turnkarriere bei der Fraternelle in Esch an der Alzette und gewann schnell sowohl lokale als auch nationale Wettkämpfe. Zwischen 1949 und 1954 gewann er sechs Jahre in Folge den Coupe Aloyse Kayser. Auf internationaler Ebene nahm Erang an den Olympischen Sommerspielen 1952 in Helsinki und 1960 in Rom teil.
Beruflich war Erang als Schneider tätig und lebte in Düdelingen. 1969 heiratete er seine Frau Marguerite, mit der er vier Kinder hatte: Marc, Christian, Daniel und Esther. 2008 wurde Hubert für seine Verdienste als Ritter mit dem Verdienstorden des Großherzogtums Luxemburg ausgezeichnet.
Sein Vater Mathias Erang war ebenfalls Turner und nahm an den Olympischen Sommerspielen 1924, 1928 und 1936 teil.